# Pérouges
Pérouges är en kommun i departementet Ain i regionen Auvergne-Rhône-Alpes i östra Frankrike. Kommunen ligger  i kantonen Meximieux som ligger i arrondissementet Bourg-en-Bresse. Kommunens areal är 18,97 km². År 2022 hade Pérouges 1 382 invånare.

## Befolkningsutveckling
Antalet invånare i kommunen Pérouges
Referens: INSEE